# Elezioni regionali in Abruzzo del 1970
Le elezioni regionali in Abruzzo del 1970 si tennero il 7-8 giugno.

## Risultati elettorali
| Liste                                                    | Voti    | %     | Seggi |
| -------------------------------------------------------- | ------- | ----- | ----- |
| Democrazia Cristiana (DC)                                | 325.644 | 48,25 | 20    |
| Partito Comunista Italiano (PCI)                         | 153.854 | 22,80 | 10    |
| Partito Socialista Italiano (PSI)                        | 60.507  | 8,96  | 3     |
| Movimento Sociale Italiano (MSI)                         | 38.863  | 5,76  | 2     |
| Partito Socialista Unitario (PSU)                        | 36.831  | 5,46  | 2     |
| Partito Socialista Italiano di Unità Proletaria (PSIUP)  | 21.567  | 3,20  | 1     |
| Partito Liberale Italiano (PLI)                          | 19.377  | 2,87  | 1     |
| Partito Repubblicano Italiano (PRI)                      | 16.983  | 2,52  | 1     |
| Partito Democratico Italiano di Unità Monarchica (PDIUM) | 1.313   | 0,19  | -     |
| Totale                                                   | 674.939 |       | 40    |

| Riepilogo dei seggi | Riepilogo dei seggi | Riepilogo dei seggi | Riepilogo dei seggi | Riepilogo dei seggi | Riepilogo dei seggi | Riepilogo dei seggi |
| ------------------- | ------------------- | ------------------- | ------------------- | ------------------- | ------------------- | ------------------- |
|                     |                     |                     |                     |                     |                     |                     |
| PCI                 | 10                  | N/A                 |                     | PSIUP               | 1                   | N/A                 |
| PSI                 | 3                   | N/A                 |                     | PSU                 | 2                   | N/A                 |
| PRI                 | 1                   | N/A                 |                     | DC                  | 20                  | N/A                 |
| PLI                 | 1                   | N/A                 |                     | MSI                 | 2                   | N/A                 |